# FC Pratteln
Der FC Pratteln ist ein Schweizer Fussballverein und ist Mitglied des Schweizerischen Fussballverbands (SFV) und spielt in der 2. Liga Interregional, der fünfthöchsten Schweizer Liga.

## Geschichte
Der Verein wurde am 1. Juli 1929 als Fussballclub Pratteln gegründet. Die erfolgreichste Zeit erlebte der Verein um die 1990er Jahre, wo man in der 1. Liga spielte. Am Ende der Saison 1990/1991 wartete der FC Brüttisellen als Gegner der ersten Runde auf dem Weg in den nationalen Profifussball. Das Hinspiel hatte Pratteln zu Hause mit 2:0 gewonnen, auswärts gab es jedoch eine 0:3-Niederlage.
Den wohl grössten Erfolg der Vereinsgeschichte feierte er, als man am 19. August 1990 den FC Basel (damals in der Nationalliga B) gleich mit 4:0 in der 2. Runde des Schweizer Cup vor heimischer Kulisse schlug.

## Stadion
Der FC Pratteln trägt seine Heimspiele "In den Sandgruben" aus. Das Stadion hat eine Kapazität von ca. 5200 Zuschauern (ca. 200 überdachte Sitzplätze).

## Erfolge
- Basler Cupsieger: 1974, 1988, 2014, 2015[2]